# Julie Beghein
Julie Beghein ist eine ehemalige französische Bogenbiathletin.
Julie Beghein feierte ihren größten internationalen Erfolg, als sie an der Seite von Olga Francon und Carole Leclerc bei den Bogenbiathlon-Europameisterschaften 2001 in Pokljuka hinter Italien und Russland die Bronzemedaille gewinnen konnte. Beim Auftakt des Weltcups 2001/02 in Forni Avoltri wurde sie Vierte des Sprints und Dritte der Verfolgung, in der Gesamtwertung der Saison Achte.
Mittlerweile ist Beghein Skilanglauftrainerin und weiterhin für den CS Chamonix aktiv.

## Belege
1. ↑  Bogenbiathlon-Weltcup 2001/2002 (Seite nicht mehr abrufbar, festgestellt im März 2022. Suche in Webarchiven) (PDF; 28 kB)
2. ↑  Historique du Club des Sport Chamonix. In: clubdessportschamonix.com. Archiviert vom Original (nicht mehr online verfügbar) am 15. Februar 2013; abgerufen am 5. März 2025 (französisch).
3. ↑  Gaillard, Baronian et Barthélemy remportent le GP du Pays Rochois

| Personendaten    | Personendaten                |
| ---------------- | ---------------------------- |
| NAME             | Beghein, Julie               |
| KURZBESCHREIBUNG | französische Bogenbiathletin |
| GEBURTSDATUM     | 20. Jahrhundert              |